# Wilhelm Ferdinand Stengel
Wilhelm Ferdinand Stengel (* 1796 in Christgrün; † 17. Juni 1870 in Leipzig) war Königlich-sächsischer Hofrat, Stadtrat und Polizeidirektor von Leipzig und bekam 1860 die Ehrenbürgerwürde der Stadt Leipzig verliehen.
Wilhelm Ferdinand Stengel studierte von 1817 bis 1821 an der Leipziger Universität Jura. Dort war er 1818 Mitgründer der Alten Leipziger Burschenschaft. Er wird im 1832er Adressbuch erstmals unter dem Kollegium der Sicherheitsbehörde der Stadt Leipzig aufgeführt, mit dem Vermerk „Dirigent“. Beauftragt wurde er auf der Ratssitzung vom 23. August 1831, als Nachfolger des Stadtrats Streubel. Er schied 1860 aus.
Stengel erhielt am 2. April 1831 das Bürgerrecht und war vom 5. April bis 28. August 1831 besoldeter Stadtrat und ab 30. August 1831 als gewählter Polizeidirektor und besoldeter Stadtrat ausgewiesen. Im Adressbuch des Jahres 1840 wird er, wie auch in den Folgejahren, als „Stadtrath und Ritter“ bezeichnet. Besoldeter Stadtrat blieb er bis zur Niederlegung seines Amtes am 15. Juli 1860. Stengel war Mitglied der „Harmonie“ und Ehrenmitglied im Sparkassenverein, ab 1847.
Ab dem 21. Dezember 1844 führte er als Vorstand des Polizeiamtes den Titel „Polizeidirektor“. So lautet es dann im Adressbuch für das Jahr 1845:

„Polizei-Director Hr. Wilhelm Ferdinand Stengel, Ritter des königl. sächs. Civil-Verdienst-Ordens und des königl. preuß. rothen Adler-Ordens, auch Stadtrath. Petersstr. 41“

Am 15. August 1860 erkannte die Stadt Leipzig Wilhelm Ferdinand Stengel wegen seiner Verdienste als Mitglied des Ratskollegiums die Ehrenbürgerwürde zu.